# Grüner Blitz

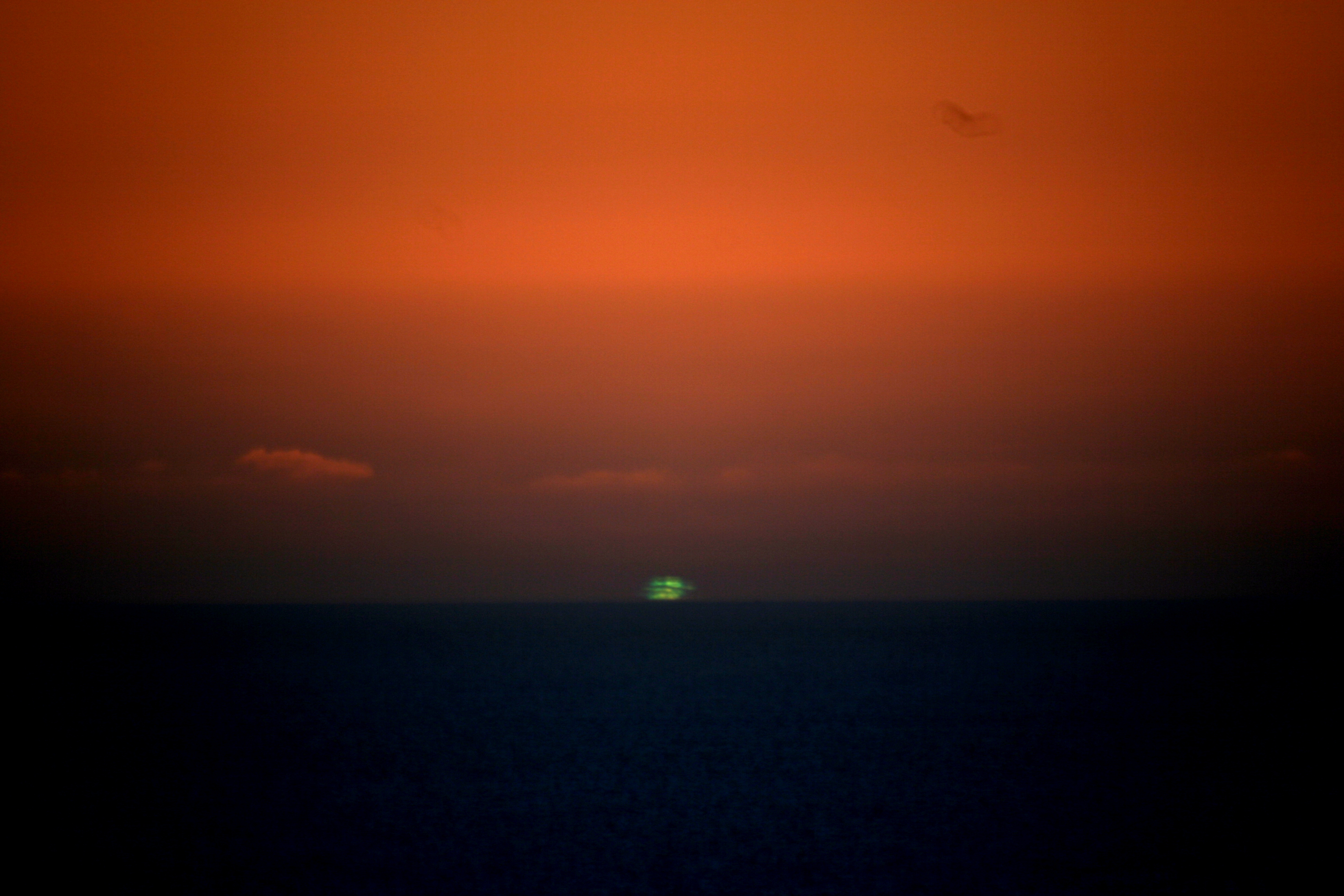
Grüner Blitz bei Santa Cruz, Kalifornien

Der Grüne Blitz, manchmal auch Grünes Leuchten oder Grüner Strahl genannt, ist ein selten wahrgenommenes atmosphärisch-optisches Naturphänomen, das auf Grund der eingeschränkten Sichtverhältnisse durch Luftverschmutzung meist nur über dem offenen Meer, im Hochgebirge, in der Wüste oder an anderen Stellen mit klarer Fernsicht zu beobachten ist. Es entsteht beim Sonnenauf- oder -untergang und ist als „grüner Schein“ am oberen Rand der Sonne zu sehen. Manchmal erscheint auch ein „grüner Blitz“, nachdem die Sonne untergegangen ist.

## Physikalische Erklärung

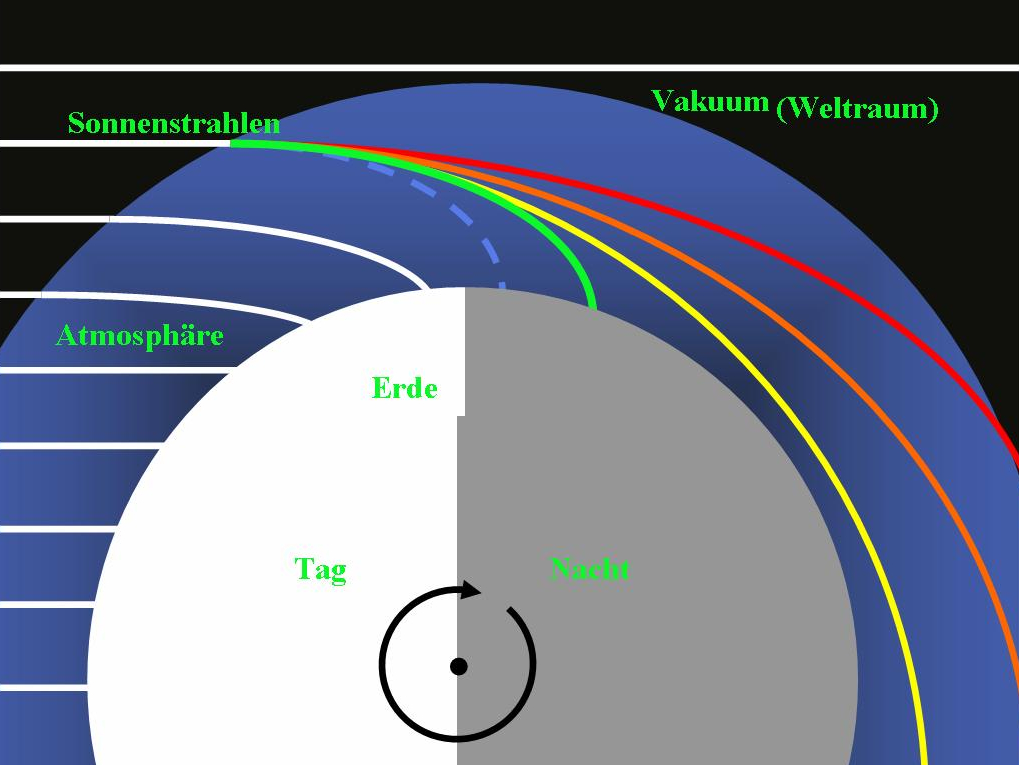
Entstehen des Grünen Leuchtens

Das Licht der Sonne wird in der Erdatmosphäre wellenlängenabhängig gebrochen und so in die Spektralfarben zerlegt (Dispersion). Blaues Licht wird stärker gebrochen als grünes und dieses wiederum stärker als gelb und rot. Da die Lichtbrechung nahe am Horizont am stärksten ist, wird hier das letzte flache Bogensegment der untergehenden Sonne in seine Spektralfarben aufgespalten. Das Sonnensegment besitzt also einen roten, grünen und blauen Sonnenrand. Die Unterschiede sind allerdings sehr gering und betragen nur etwa ein Sechzigstel des sichtbaren Sonnendurchmessers vom roten zum blauen Sonnenrand. Wenn der rote und gelbe innere Kreis zuerst untergeht, bleiben nur noch der grüne und blaue Rand oberhalb des Horizonts. Blaues Licht unterliegt aber in der Erdatmosphäre einer starken Streuung und ist in der Sonnenscheibe deswegen kaum mehr sichtbar. Einzig und allein die Farbe Grün (im Lichtspektrum zwischen Gelb und Blau) bleibt meistens übrig und kann für wenige Sekunden noch gesehen werden.

### Verlauf und Beobachtung
In mittleren Breiten lässt sich bei freier Sicht zu einem weit entfernten Horizont (z. B. von einer Düne am Meer) etwa zehn Sekunden vor dem vollständigen Verschwinden der Sonne eine Farbveränderung des verbleibenden Segments beobachten. Das tiefe Rot weicht Orange- und Gelbtönen. Etwa drei Sekunden vor Sonnenuntergang ist die Farbe in ein Grün umgeschlagen, das dann sehr schnell erlischt. Aufgrund der raschen Abnahme der Lichtmenge ist das Ende schwer zu erfassen, der Beobachter ist noch ein wenig geblendet und traut seinen Augen nicht recht. Aber schon mit einer einfachen Kamera, am besten mit Stativ und Teleobjektiv, ist der Vorgang unter geeigneten Bedingungen leicht zu filmen.

### Mit Reflexion

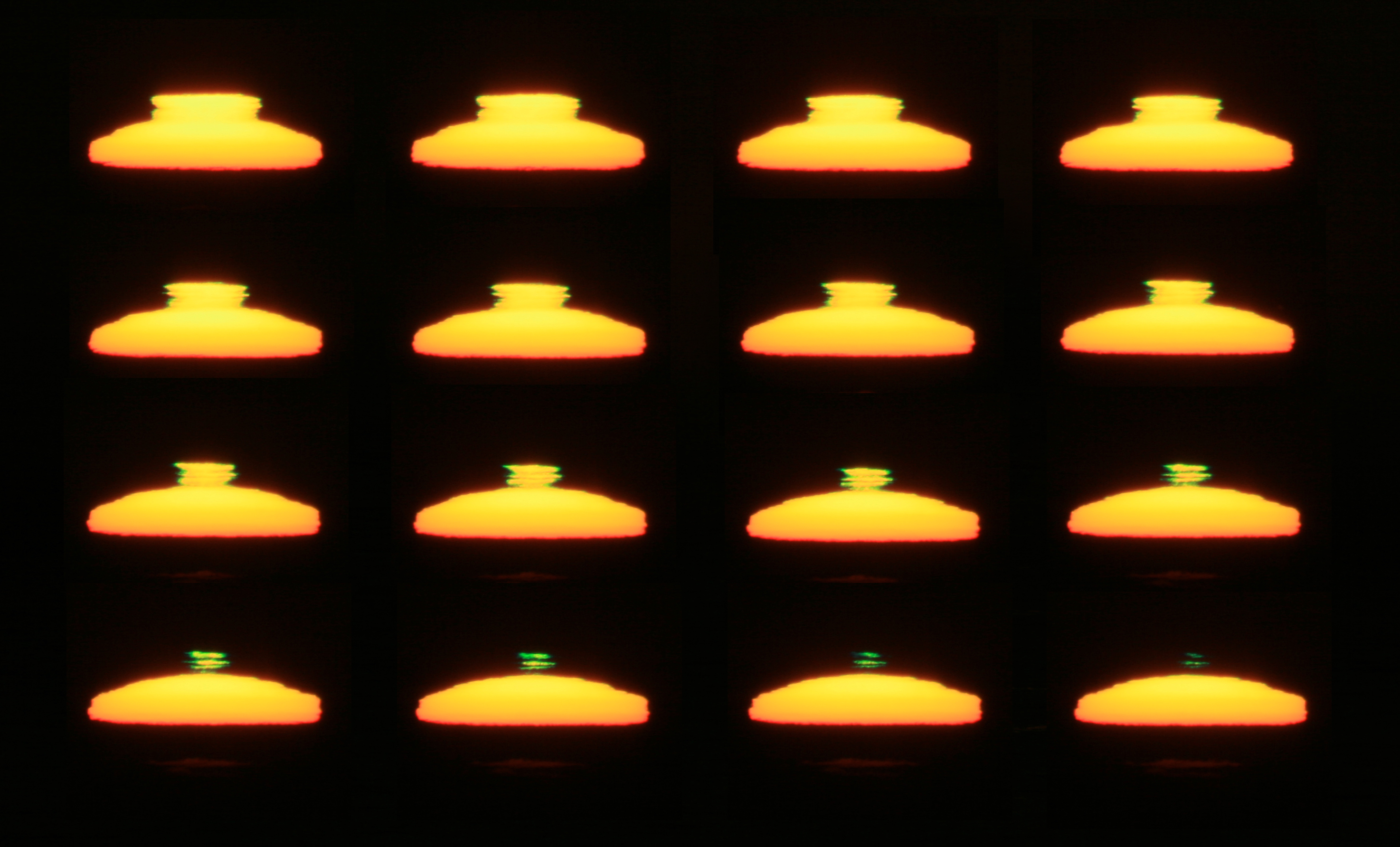
Die Entwicklung eines grünen Blitzes

Manchmal ist auch ein grünes Leuchten oberhalb der letzten, im Untergang befindlichen gelbroten Sonnenscheibe zu sehen. Diese Erscheinung wird aus dem Zusammenspiel von Lichtbrechung und Reflexion erklärbar. Die Sonnenscheibe erscheint bereits beim Auftreffen auf den Horizont seltsam zerfranst und deformiert, da hierbei wärmere untere Luftschichten mit dichteren kälteren Luftschichten eine Grenzfläche bilden. Da Licht an der Grenzfläche vom dichteren zu dünneren Medium unterhalb eines sehr flachen kritischen Winkels reflektiert wird, erscheint die Sonnenscheibe am oberen Ende nach oben ausgewölbt. Diese Lichtstrahlen legen in der Atmosphäre somit den längsten Weg zum Beobachter zurück und unterliegen deswegen auch der stärksten wellenlängenabhängigen Lichtbrechung. Ähnlich der Erklärung für den grünen Blitz nach vollständigem Untergang der Sonne erreicht am ehesten der grünwellige Anteil des Lichts das Auge des Beobachters (siehe Bild rechts).

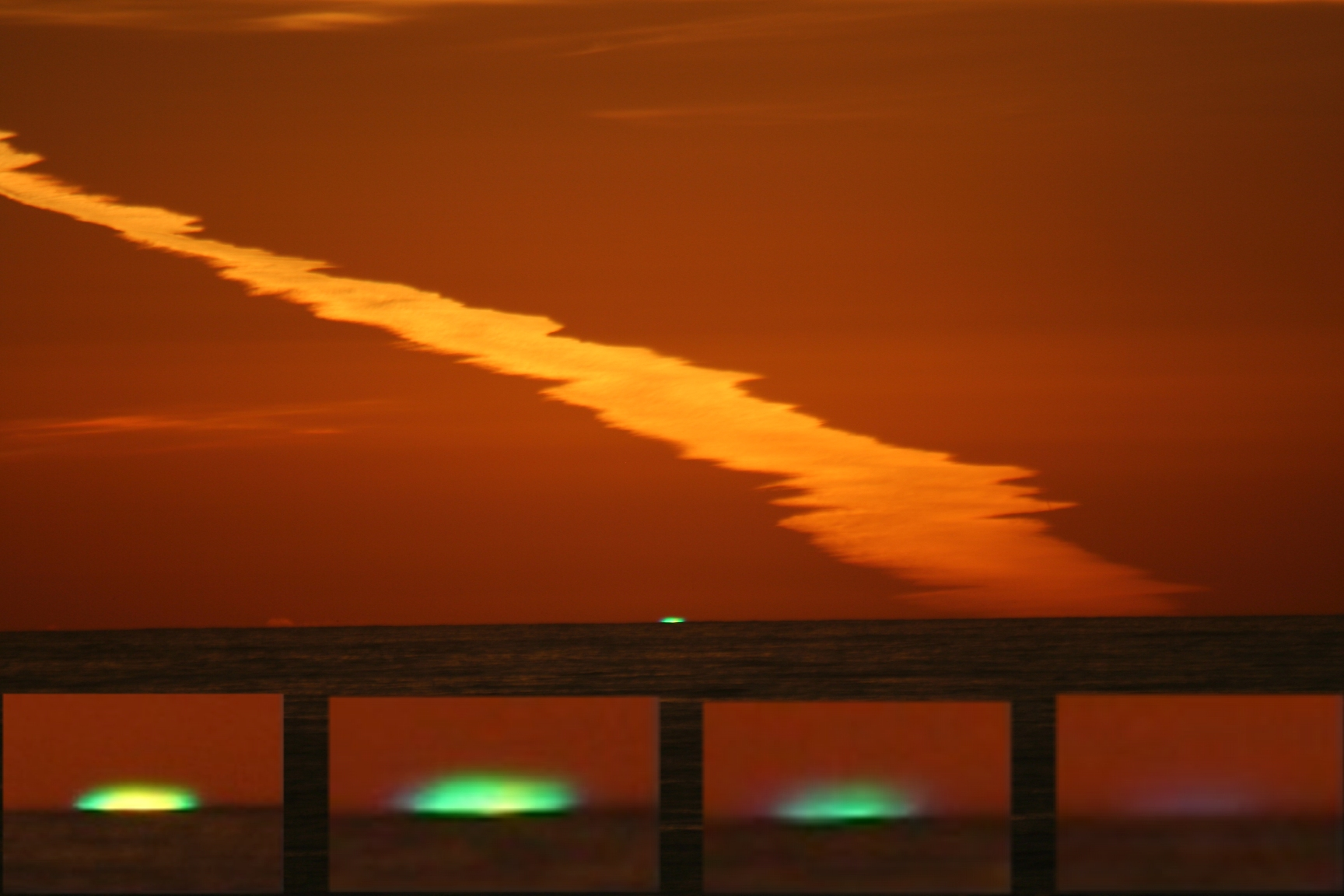
Stationen des grünen bis blauen Blitzes

Allerdings ist es unter extrem günstigen Bedingungen möglich, auch einen blauen Blitz und sogar einen violetten Blitz zu beobachten. (siehe Bild rechts unten). Diese Farben sind nur für Sekundenbruchteile sichtbar und werden von der Atmosphäre ohnehin stark gestreut, so dass eine Beobachtung mit bloßem Auge äußerst schwierig ist.

### Mond
Der Effekt kann auch am Terminator des Mondes beobachtet werden, wenn dieser sehr nahe am Horizont steht. In diesem Fall leuchten die von der Sonne noch hell beleuchteten Ränder der Mondkrater grün vor den oberhalb befindlichen Schattenbereichen hinter ihnen.

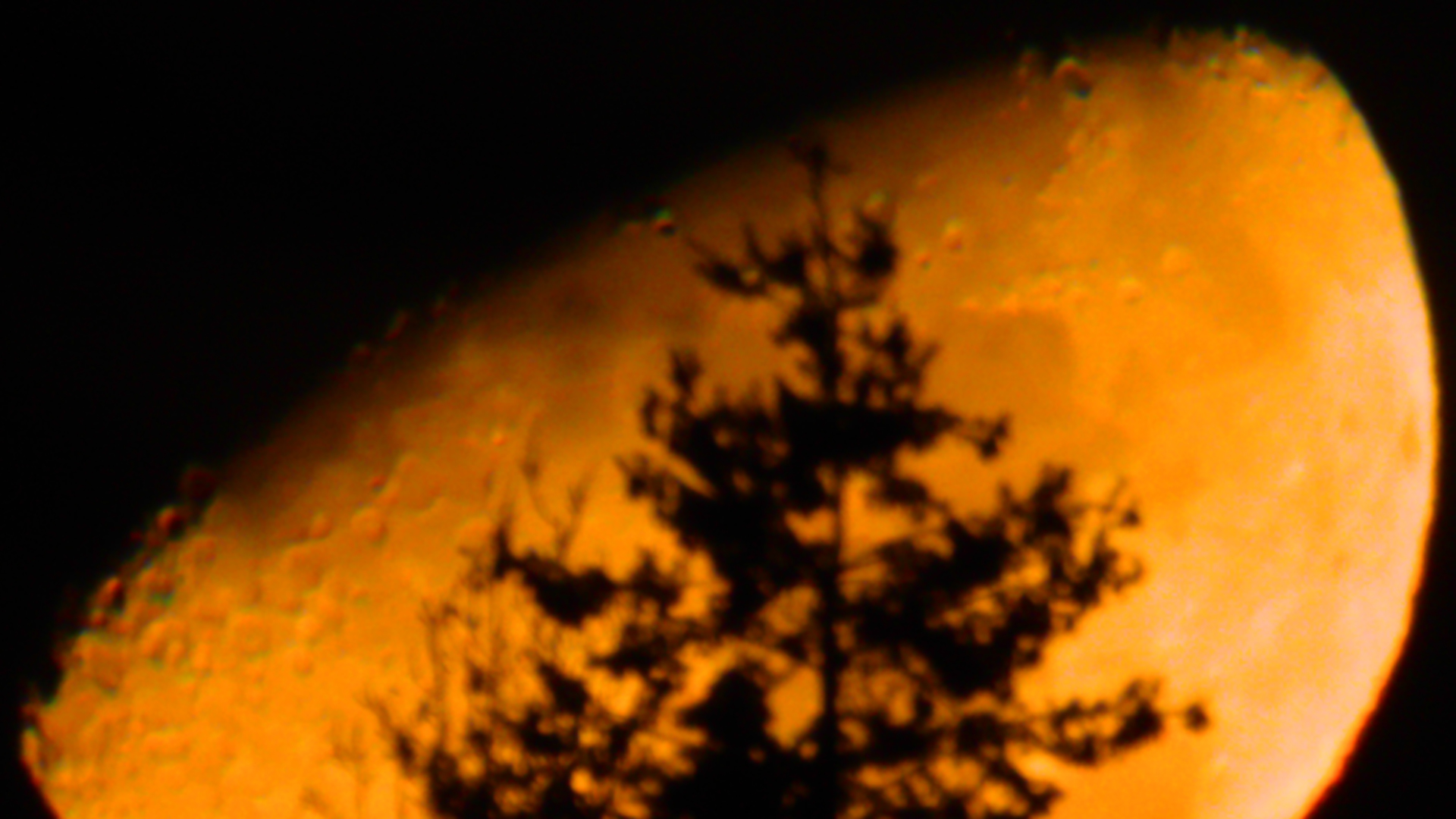
Untergehender Halbmond im November mit grünen Kraterrändern am Terminator.

## Galerie

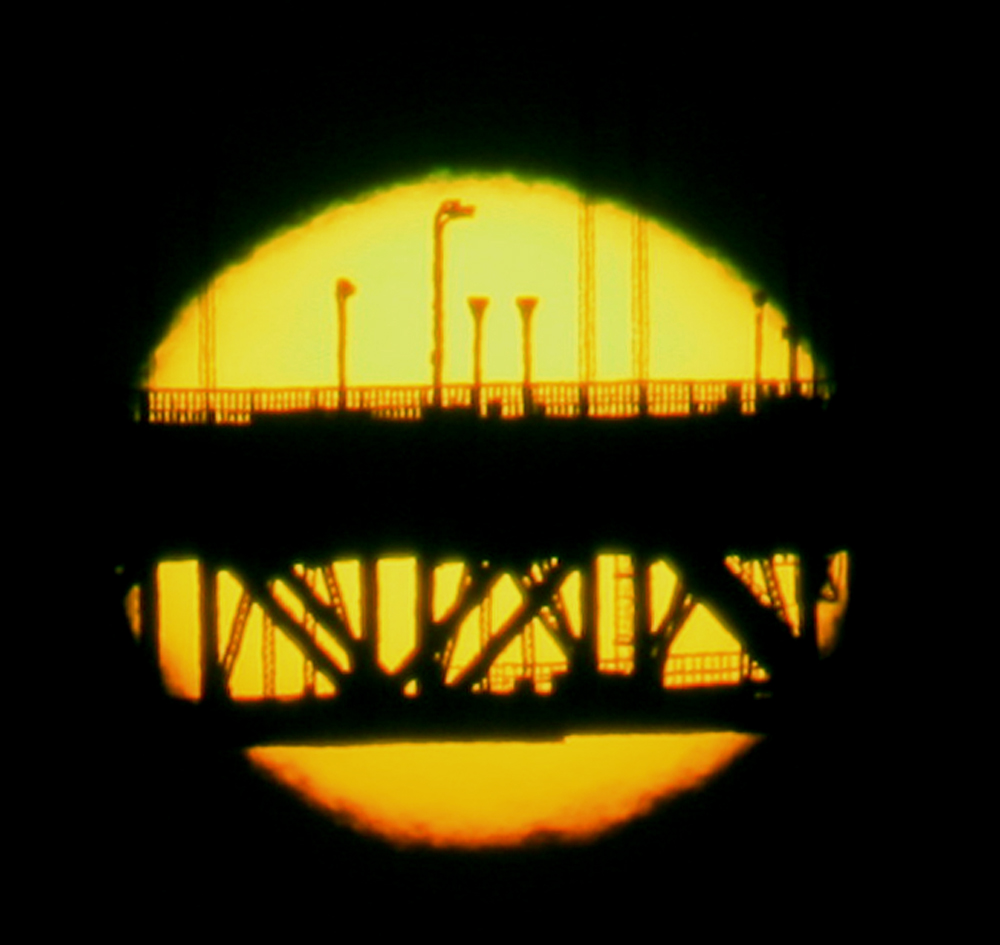
Oberer Rand ist grün und unterer rot, verursacht durch Überlagerung der roten, gelben und grünen Sonnenscheibe über dem Horizont, Golden Gate Brücke bei San Francisco
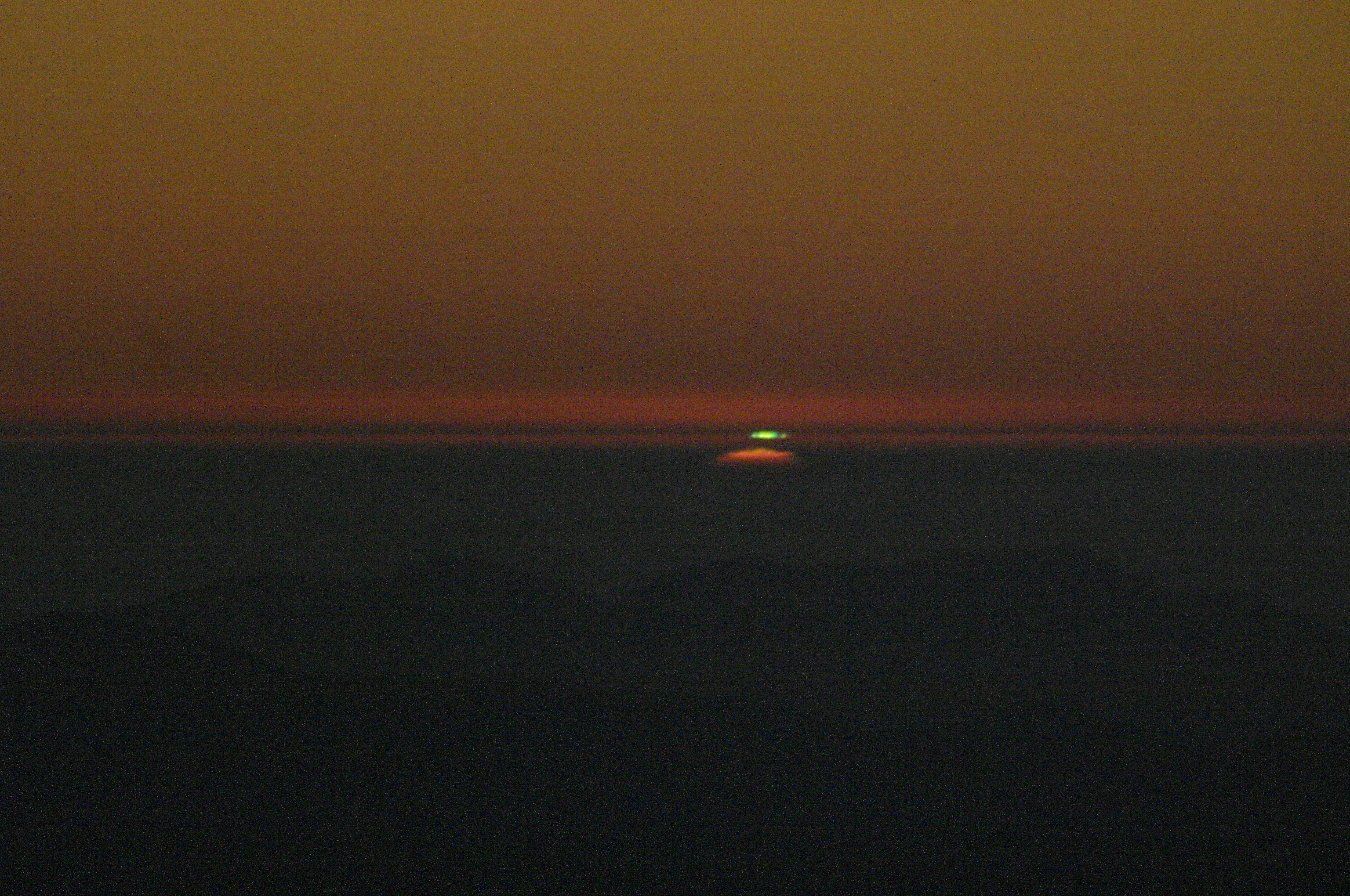
La-Silla-Observatorium, 15. Januar 2006
San Francisco, 18. September 2006
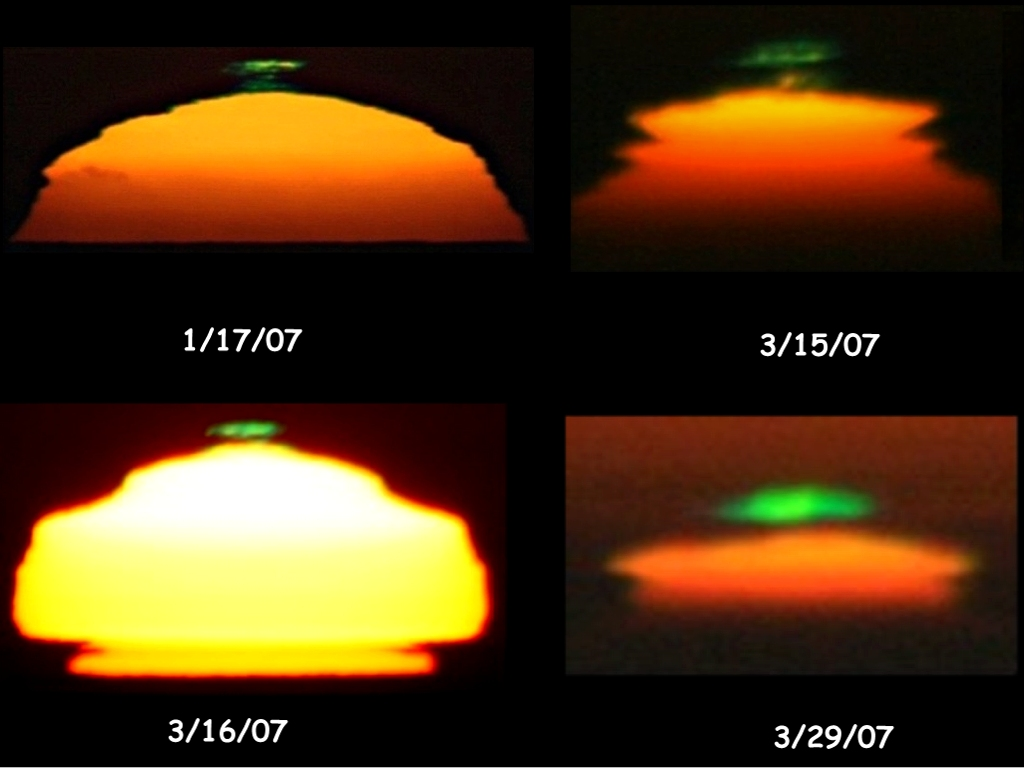
Grünes Leuchten oberhalb der untergehenden Sonnenscheibe, San Francisco, USA 2007

## „Blauer Blitz“
Über die ein bis zwei Sekunden Sichtbarkeit „grüner Blitze“ durchlaufen sie in Wirklichkeit eine Reihe von Farben, darunter blau oder sogar violett, in aller Regel verschwinden die Erscheinungen allerdings mit der Grünphase.

## Trivia
- Der Autor Jules Verne verwendet dieses Phänomen in seinem Roman Der grüne Strahl, franz. Titel ist Le Rayon Vert, der manchmal auch mit Das Grüne Leuchten übersetzt wird.
- Der Spielfilm Das grüne Leuchten (Le Rayon vert) des französischen Regisseurs Éric Rohmer greift Motive dieses Romans auf. Das Phänomen ist in der Schlussszene des Films auch zu sehen, allerdings handelt es sich dabei um eine Trickaufnahme.
- Der Spielfilm Charles und Lucie der französischen Regisseurin Nelly Kaplan beinhaltet eine Szene, in der die Protagonisten den grünen Blitz bewundern.
- Die Autoren Arkadi und Boris Strugazki erwähnen das Phänomen in ihrem Roman Praktikanten.
- Im Film Pirates of the Caribbean – Am Ende der Welt wird ein grünes Aufleuchten des Horizonts nach Sonnenuntergang als Zeichen dafür benutzt, dass eine tote Seele aus der Unterwelt zurückkehre.
- Im Film Midnight Son – A terrifying love story malt der Protagonist Jacob Bilder von Sonnenauf- und -untergängen. Als seine Freundin ihn zu Hause abholt, reden sie über den grünen Blitz.